# Cixius grammica
Cixius grammica är en insektsart som först beskrevs av Ernst Friedrich Germar 1830.  Cixius grammica ingår i släktet Cixius och familjen kilstritar. Inga underarter finns listade i Catalogue of Life.